# Séligney
Séligney är en kommun i departementet Jura i regionen Bourgogne-Franche-Comté i östra Frankrike. Kommunen ligger i kantonen Chaussin som tillhör arrondissementet Dole. År 2022 hade Séligney 78 invånare.

## Befolkningsutveckling
Antalet invånare i kommunen Séligney
Referens:INSEE